# Giles Daubeney (Politiker, 1399)

Wappen von Giles Daubeney

Sir Giles Daubeney (auch Giles III Daubeney) (* 1399; † 1446) war ein englischer Ritter und Politiker.

## Herkunft und Jugend
Giles Daubeney entstammte der Familie Daubeney, einer Familie der Gentry, deren Besitzungen vor allem in Somerset, Cornwall und Bedfordshire lagen. Er war der zweite Sohn von Giles II Daubeney und von dessen Frau Margaret Beauchamp. Sein Vater starb bereits 1403, und nach dem Tod seines älteren Bruders John 1409 wurde Giles zum Erben der Familienbesitzungen. Obwohl er noch nicht volljährig war, durfte er 1416 sein Erbe antreten. Zuvor hatten sich die Familienbesitzungen unter der Vormundschaftsverwaltung von Königin Johanna von Navarra befunden, so dass die Familie die Einkünfte aus den Gütern nicht erhalten hatte und ihr Einfluss erheblich gesunken war. Sein Erbe wurde dazu durch das Wittum seiner Mutter, das ihr bis zu ihrem Tod 1420 zustand, und durch das Wittum seiner Schwägerin Elizabeth Scrope, der Witwe seines Bruders John, die erst 1440 starb, geschmälert.

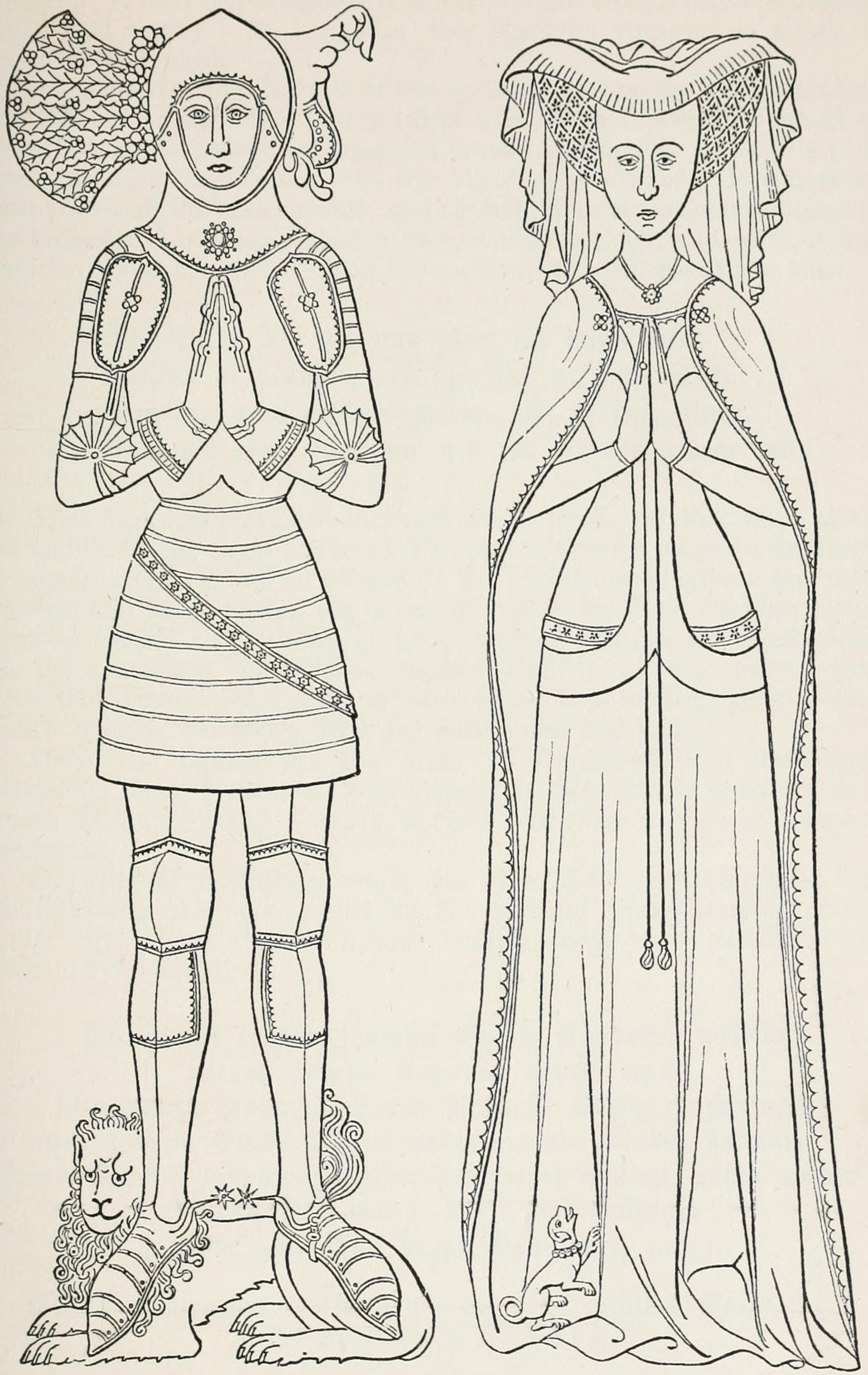
Giles Daubeney und eine seiner Ehefrauen. Darstellung nach seiner Grabbrasse in der Kirche Peter and Paul Church in South Petherton

## Dienst als Militär und politische Tätigkeit
Spätestens ab 1418 kämpfte Daubeney während des Hundertjährigen Kriegs in Frankreich. Zur Belohnung für seine Dienste erhielt er dort jedoch keine Besitzungen übertragen, so dass er 1421 nach England zurückkehrte und die Verwaltung der Familiengüter übernahm. Er konzentrierte seine Tätigkeit auf Somerset, das er von 1424 bis 1425 als Knight of the Shire während der Parlamente vertrat und wo er 1426 als Sheriff diente. Danach übernahm er Ende der 1420er Jahre in Somerset zahlreiche weitere, jedoch unbedeutendere lokale Ämter. Dazu übernahm er auch in Bedfordshire, wo er geboren worden war, von 1431 bis 1432 das Amt des Sheriffs. Er wurde in der Kirche St Peter and Paul in South Petherton, dem Hauptsitz der Familie begraben, wo sich die Brasse von ihm und einer seiner Frauen im südlichen Seitenschiff befindet.

## Ehen und Nachkommen
Daubeney war zweimal verheiratet gewesen. In erster Ehe hatte er kurz nach seiner Volljährigkeitserklärung Joan Darcy, eine Tochter von Philip Darcy, 4. Baron Darcy de Knayth geheiratet. Mit ihr hatte er mindestens einen Sohn:
- Sir William Daubeney (1424–1461)

Nach dem Tod seiner ersten Frau hatte er Mary Leke, die älteste Tochter von Simon Leek (auch Leke) aus Cotham in Nottinghamshire geheiratet. Als Miterbin ihres Vaters brachte sie die Güter von Cotham und Nawton in Nottinghamshire sowie Mietshäuser in Newark mit in die Ehe. Mit ihr hatte er mindestens eine Tochter:
- Jane Frances Daubeney ⚭ Sir Robert Markham (1435–1495)[4]

Daubeneys Erbe wurde sein Sohn William Daubeney aus seiner ersten Ehe.